# Hydroptila engywuck
Hydroptila engywuck är en nattsländeart som beskrevs av Malicky och Lounaci 1987. Hydroptila engywuck ingår i släktet Hydroptila och familjen smånattsländor. Inga underarter finns listade i Catalogue of Life.